# 弗蘭克·福德
弗朗西斯·邁克爾·福德，PC（英語：Francis Michael Forde，1890年7月18日-1983年1月28日），常稱弗蘭克·福德（Frank Forde），是一位澳大利亞政治家，第15任澳大利亞總理，為澳洲聯邦迄今任期最短的總理，總任期僅有8日。

## 早年
福德出生在大英帝國治下的澳洲殖民地昆士蘭的米歇爾，是一戶愛爾蘭移民家庭的六個孩子中的二子。 其父在他出生時從事畜牧業。福德在圖文巴的羅馬天主教聖瑪麗學院完成學業，并成爲了一名教師。當他後來移居到羅克漢普頓時，在一個工人團體中參加了澳大利亞工黨。

## 政治生涯

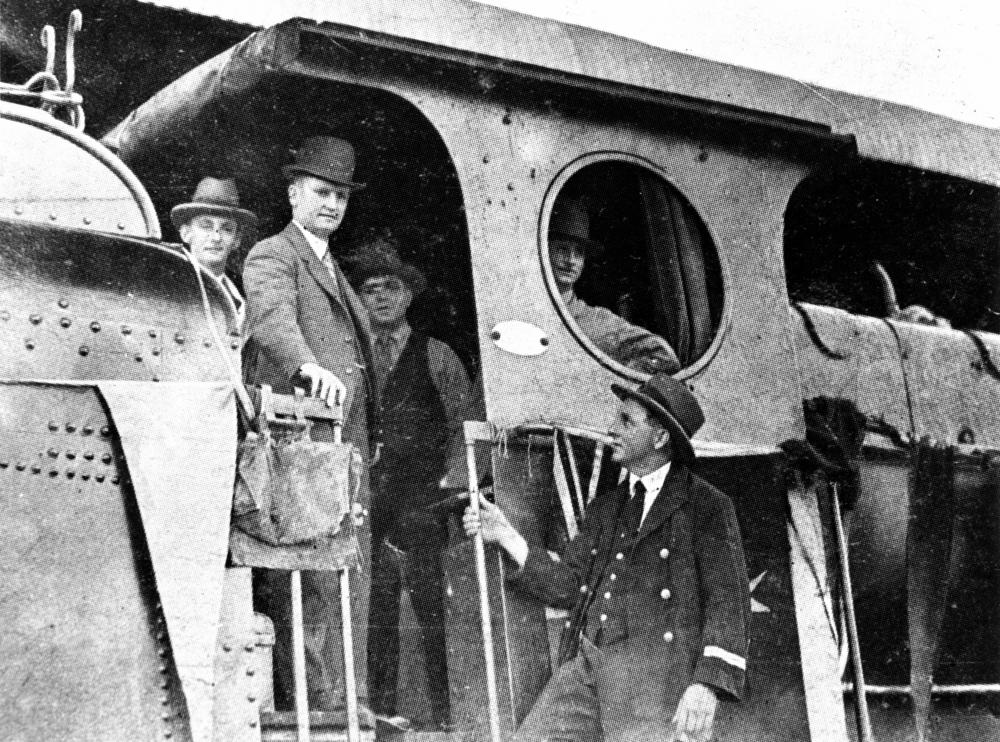
1930年，弗蘭克·福德登上一輛火車前往布里斯班

1917年，弗蘭克·福德作為羅克漢普頓選區的議員被選入昆士兰州立法会。1922年，他辭去該職務，進選成為南回歸線選區的澳大利亞參議員。
當工黨贏得1929年澳大利亞大選後，他也成爲了詹姆斯·斯卡林政府下的海關和貿易部助理部長，並在此政府末期成爲了澳大利亞貿易部部長。 作為工黨的老資格領袖之一，1931年澳大利亞大選之後，1932年他成爲了反對黨的副領袖，直到1941年，他在此職位上一共待了9年時間。
1941年約翰·科廷繼任總理之後，有內閣經歷的部長人選並不多，於是福德順利當選陸軍部長。1944年4月至7月間科廷前往倫敦和華盛頓與邱吉爾和羅斯福等人商討問題，由福德代理總理和國防部長。同年11月至次年1月因科廷心臟問題惡化，福德再次擔任代理總理，但是因為對戰後士兵遣散問題處理不當，福德在黨中的地位和影響力大大減小。  1945年7月5日，科廷去世，福德在翌日通過澳大利亞總督亨利親王宣誓就任澳大利亞總理。但是在隨後在13日和班·奇夫利和諾曼·馬金的競選中 落敗，班·奇夫利成為第16任總理。

## 重返政壇
1946年，福德被任命為澳大利亞遣加拿大高級專員前往加拿大，1953年回國。1954年，福德試圖重新通過澳大利亞大選中進入國會，但是沒有成功。1955年，再一次遞補選舉中，以弗林德勒斯議員的身份重回昆士蘭議會。
由於1955年澳大利亞工黨分裂，使工黨的力量被大幅削弱，1957年他以一票之差再次被從議會除名。

## 退隱

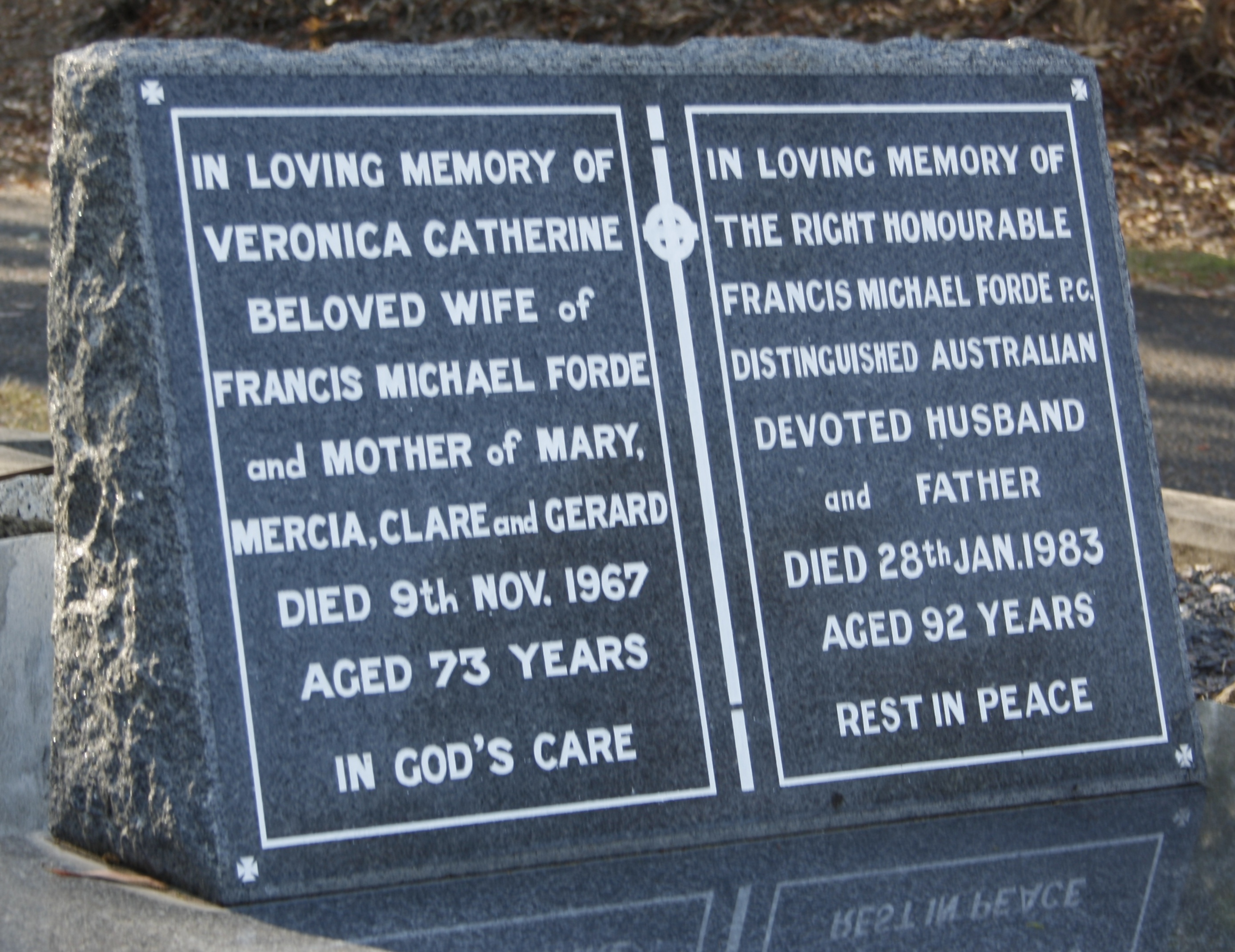
福德在圖旺公墓的墓石

在政壇失意之後，福德退居布里斯班從事基督教慈善事業。1964年4月11日，應時任總理羅伯特·孟席斯之邀，福德代表澳大利亞出席麥克阿瑟將軍的葬禮，在福德舊居也一直掛著麥克亞瑟的大幅畫像。
弗蘭克·福德死於1983年，並安葬在布里斯班的圖旺公墓。

## 家庭
1925年，福德迎娶維羅妮卡·凱瑟琳·歐瑞麗（Veronica (Vera) Catherine O'Reilly），二人育有四個子女，分別是瑪麗（1928年）、 麥西亞（1930年）、克萊爾（1932年）和弗朗西斯·傑勒德·福德（1935年）。1941年因為孩子都達到了上學年齡，一家人從羅克漢普頓搬到了悉尼，這樣孩子們上學就不必要去寄宿學校了。老幺弗朗西斯1966年去世，他的遺孀林妮·福德（Leneen Forde）後來成爲了昆士蘭總督。

## 著作
- Carroll, Brian, 《Australia's Prime Ministers: From Barton to Howard'》， Rosenberg Publishing，2004，ISBN 1-877058-22-X
- Hughes, Colin A（1976），《Mr Prime Minister. Australian Prime Ministers 1901-1972》，牛津大學出版社，墨爾本，維多利亞州，Ch.16. ISBN 0-19-550471-2

## 外部連結
- . Australia's Prime Ministers. 澳洲國家檔案館.   [29 June 2010]. （原始内容存档于2010-07-26）.
- Saunders, Malcolm. . . Melbourne University Press.   [29 June 2010]. ISSN 1833-7538 –National Centre of Biography, Australian National University.
- . 澳洲國立博物館.   [29 June 2010]. （原始内容存档于2011-11-13）.

| 昆士蘭州議會               | 昆士蘭州議會                         | 昆士蘭州議會              |
| -------------------------- | ------------------------------------ | ------------------------- |
| 前任者： 約翰·亞當森       | 羅克漢普頓選區 1917 – 1922           | 繼任者： 喬治·法雷爾      |
| 澳大利亚议会               |                                      |                           |
| 前任者： 威廉·希格斯       | 南回歸線選區 1922 – 1946             | 繼任者： 查理斯·戴維森    |
| 官衔                       |                                      |                           |
| 前任者： 詹姆斯·芬東       | 貿易和海關部長 1931 – 1932           | 繼任者： 亨利·索莫·古爾特 |
| 前任者： 珀西·斯彭德       | 陸軍部長 1941 – 1946                 | 繼任者： 西里爾·錢伯斯    |
| 前任者： 約翰·科廷         | 澳大利亞總理 1945                    | 繼任者： 班·奇夫利        |
| 前任者： 約翰·科廷         | 國防部長 1945 – 1946                 | 繼任者： 約翰·戴德曼      |
| 政党职务                   |                                      |                           |
| 前任者： 愛德華·西奧多     | 澳大利亞工黨副領袖 1932 – 1946       | 繼任者： H·V·伊瓦特       |
| 外交職務                   |                                      |                           |
| 前任者： 阿爾弗雷德·斯特靈 | 澳大利亞遣加拿大高級專員 1946 – 1953 | 繼任者： 道格拉斯·科普蘭  |
| 昆士蘭州議會               |                                      |                           |
| 前任者： 歐内斯特·賴爾登   | 弗林德勒斯議員 1955 – 1957           | 繼任者： 比爾·朗根尼      |